# Mường Tè
Mường Tè là một huyện miền núi nằm ở phía tây tỉnh Lai Châu, Việt Nam.

## Địa lý

### Vị trí địa lý
Huyện Mường Tè nằm ở phía Tây Bắc tỉnh Lai Châu, có đường biên giới với Trung Quốc và có vị trí địa lý:
- Phía bắc giáp tỉnh Vân Nam, Trung Quốc
- Phía tây và phía nam giáp huyện Mường Nhé, tỉnh Điện Biên
- Phía đông giáp huyện Nậm Nhùn.

### Điều kiện tự nhiên
Địa hình núi cao xen lẫn thung lũng, có các đỉnh núi: Phu Tả Tông (cao 2.109 m), Phu Đen Đinh (1.886 m), Phu Si Lung (3.076 m),... Các sông chảy trên địa bàn huyện là: sông Đà, Nậm Ma, Nậm Cúm, Nậm Nhé,... thuộc hệ thống sông Hồng. Đất rừng chiếm khoảng 90% diện tích đất tự nhiên của huyện. 
Huyện Mường Tè từng có diện tích 3678,83 km², là huyện có diện tích lớn nhất cả nước trong một thời gian. Tuy nhiên, sau khi thành lập huyện Nậm Nhùn, diện tích của huyện còn 2679,34 km², rộng thứ hai cả nước (sau huyện Tương Dương, tỉnh Nghệ An). 
Dân số năm 2018 của huyện là 49.070 người, bao gồm các dân tộc: Thái, H'Mông, La Hủ, Hà Nhì, Si La, Cống...

## Hành chính
Huyện Mường Tè có 14 đơn vị hành chính cấp xã trực thuộc, bao gồm thị trấn Mường Tè (huyện lỵ) và 13 xã: Bum Nưa, Bum Tở, Kan Hồ, Ka Lăng, Mù Cả, Mường Tè, Nậm Khao, Pa Ủ, Pa Vệ Sủ, Tá Bạ, Tà Tổng, Thu Lũm, Vàng San.

## Lịch sử

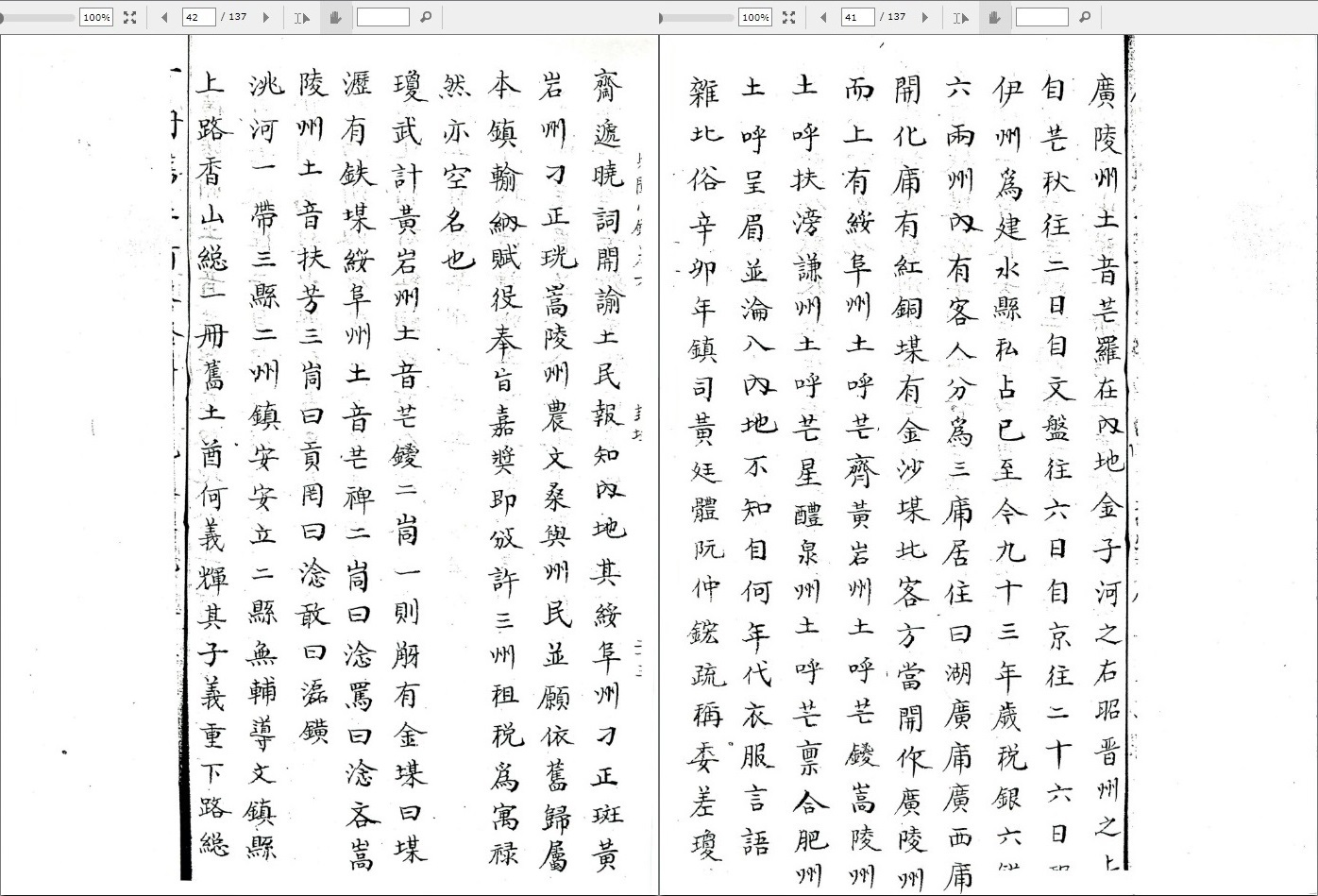
Trang 41 và 42, quyển VI: Phong vực chí, cuốn Kiến văn tiểu lục (見聞小錄) của Lê Quý Đôn (bản chữ Hán Nôm).

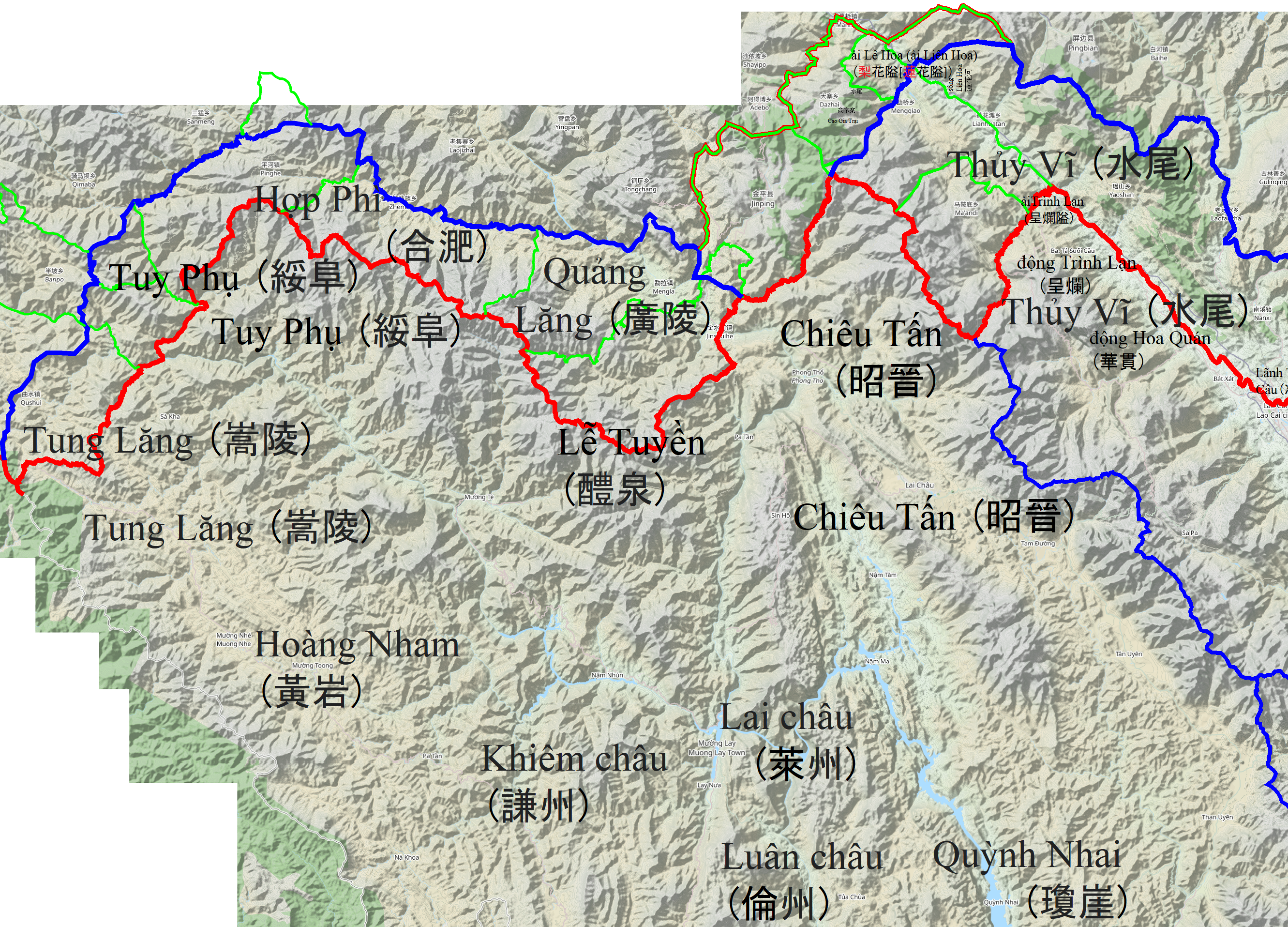
Bản đồ châu Phục Lễ (復醴), sau là phủ An Tây thừa tuyên Hưng Hóa của Đại Việt thời Lê sơ.

Mường Tè bắt đầu thuộc lãnh thổ Việt Nam vào thời Lê sơ, năm 1432, khi Lê Thái Tổ đánh dẹp xong Đèo Cát Hãn, thu được đất Mường Lễ (vùng đất nay là tỉnh Lai Châu, đổi tên thành Phục Lễ). Đời Lê Thánh Tông, Mường Tè là một châu thuộc phủ An Tây thừa tuyên (xứ) Hưng Hóa của Đại Việt, thủ phủ của châu là địa bàn xã Mường Tè ngày nay. Theo Lê Quý Đônː Mường Tè chính là tên gọi bản địa (tức là thổ âm) của châu Tuy Phụ xứ Hưng Hóa nhà Lê. Lê Quý Đôn viết rằngː "Từ châu Quảng Lăng trở lên, có châu Tuy Phụ (綏阜) thổ âm gọi là Mường Tè (芒齊), châu Hoàng Nham thổ âm gọi Mường Tông, châu Tung Lăng thổ âm gọi Phù Phang, châu Khiêm thổ âm gọi Mường Tinh, châu Lễ Tuyền thổ âm gọi Mường Bẩm, châu Hợp Phì thổ âm gọi Trình Mi, đều bị mất về Trung Quốc không biết từ đời nào?..." Cũng theo Lê Quý Đôn thì Mường Tè tức châu Tuy Phụ xứ Hưng Hóa nhà Lê đã bị mất sang lãnh thổ nhà Thanh vào khoảng thế kỷ 18 nhưng không biết từ năm nào. Một số sử quan nhà Nguyễn (trong đó có Nguyễn Văn Siêu, Phạm Thận Duật) thì cho rằng Hoàng Công Toản con trai Hoàng Công Chất, khi bị nhà Lê-Trịnh đánh dẹp đã chạy sang Trung Quốc và nộp các châu kể trên trong đó có châu Tuy Phụ cho nhà Thanh (khoảng những năm 1760-1770).
Qua thời nhà Tây Sơn quản lý Bắc Hà (1786-1802), đến thời Nhà Nguyễn độc lập (1802-1883), đất Mường Tè tức châu Tuy Phụ, cùng với 6 châu lân cận kể trên, không còn thuộc phủ An Tây trấn (sau là tỉnh) Hưng Hóa của Đại Việt cũng như Đại Nam (Việt Nam) nữa, mà thuộc lãnh thổ tỉnh Vân Nam Trung Quốc.
Sau năm 1954, huyện Mường Tè thuộc tỉnh Lai Châu có 17 đơn vị hành chính cấp xã, bao gồm 17 xã: Bum Nưa, Bum Tở, Chung Chải, Hua Bum, Ka Lăng, Kan Hồ, Mù Cả, Mường Mô, Mường Nhé, Mường Tè, Mường Toong, Nậm Khao, Pa Ủ, Pa Vệ Sủ, Sín Thầu, Tà Tổng và Thu Lũm.
Ngày 13 tháng 2 năm 1987, chia xã Bum Tở thành 2 đơn vị hành chính: xã Bum Tở và thị trấn Mường Tè-thị trấn huyện lỵ của huyện Mường Tè.
Ngày 14 tháng 1 năm 2002, điều chỉnh 170.286 ha diện tích tự nhiên và 12.153 nhân khẩu của huyện Mường Tè (gồm toàn bộ diện tích tự nhiên và dân số của 4 xã: Sín Thầu, Chung Chải, Mường Nhé và Mường Toong) để thành lập huyện Mường Nhé. (ngày nay, huyện Mường Nhé thuộc tỉnh Điện Biên).
Như vậy, sau khi điều chỉnh địa giới hành chính, huyện Mường Tè còn lại 333.995 ha diện tích tự nhiên và 31.473 nhân khẩu với 14 đơn vị hành chính cấp xã, bao gồm thị trấn Mường Tè và 13 xã: Bum Nưa, Bum Tở, Mường Mô, Mường Tè, Mù Cả, Ka Lăng, Thu Lũm, Nậm Khao, Can Hồ, Hua Bum, Tà Tổng, Pa ủ, Pa Vệ Sử.
Ngày 26 tháng 11 năm 2003, Quốc hội ra Nghị quyết 22/2003/QH11.Theo đó, chia tỉnh Lai Châu thành 2 tỉnh: Lai Châu (mới) và Điện Biên. Huyện Mường Tè thuộc tỉnh Lai Châu (mới) có 14 đơn vị hành chính cấp xã trực thuộc (như đã nêu ở trên).
Ngày 2 tháng 1 năm 2004, sáp nhập xã Nậm Hàng thuộc huyện Mường Lay về huyện Mường Tè để quản lý. Như vậy, huyện Mường Tè có 367.883 ha diện tích tự nhiên và 47.406 nhân khẩu với 15 đơn vị hành chính trực thuộc, bao gồm thị trấn Mường Tè và 14 xã: Bum Nưa, Bum Tở, Mường Mô, Mường Tè, Mù Cả, Ka Lãng, Thu Lũm, Nậm Khao, Kan Hồ, Hua Bun, Tà Tổng, Pa ủ, Pa Vệ Sủ, Nậm Hàng.
Ngày 8 tháng 4 năm 2008, thành lập xã Nậm Manh trên cơ sở điều chỉnh 16.470,30 ha diện tích tự nhiên và 2.032 nhân khẩu của xã Nậm Hàng.
Huyện Mường Tè có 367.736,49 ha diện tích tự nhiên và 53.018 nhân khẩu với 16 đơn vị hành chính cấp xã, bao gồm thị trấn Mường Tè và 15 xã: Bum Nưa, Bum Tở, Hua Bum, Kan Hồ, Ka Lăng, Mù Cả, Mường Mô, Mường Tè, Nậm Khao, Nậm Hàng, Nậm Manh, Pa Ủ, Pa Vệ Sử, Tà Tổng, Thu Lũm.
Ngày 14 tháng 10 năm 2011, Chính phủ ban hành Nghị quyết số 97/NQ-CP.Theo đó:
- Thành lập xã Tá Bạ trên cơ sở điều chỉnh 11.375,87 ha diện tích tự nhiên và 2.024 nhân khẩu của xã Ka Lăng.
- Thành lập xã Vàng San trên cơ sở điều chỉnh 9.521,73 ha diện tích tự nhiên và 2.485 nhân khẩu của xã Bum Nưa.
- Thành lập thị trấn Nậm Nhùn trên cơ sở điều chỉnh 2.109,12 ha diện tích tự nhiên với 3.444 nhân khẩu của xã Nậm Hàng và 886,09 ha diện tích tự nhiên của xã Nậm Manh. Thị trấn Nậm Nhùn có 2.995,21 ha diện tích tự nhiên và 3.444 nhân khẩu.

Như vậy, đến cuối năm 2011, huyện Mường Tè có 368.582,5 ha diện tích tự nhiên và 50.460 nhân khẩu với 19 đơn vị hành chính cấp xã, bao gồm 2 thị trấn: Mường Tè, Nậm Nhùn và 17 xã: Pa Vệ Sử, Bum Nưa, Hua Bum, Bum Tở, Nậm Khao, Tà Tổng, Mường Mô, Nậm Manh, Nậm Hàng, Mường Tè, Thu Lũm, Ka Lăng, Mù Cả, Pa Ủ, Kan Hồ, Tá Bạ, Vàng San.
Ngày 2 tháng 11 năm 2012, Chính phủ ban hành Nghị quyết số 71/NQ-CP.Theo đó:
- Thành lập xã Nậm Chà trên cơ sở điều chỉnh 19.249,33 ha diện tích tự nhiên và 2.610 nhân khẩu của xã Mường Mô.
- Điều chỉnh 99.019,25 ha diện tích tự nhiên và 16.644 nhân khẩu của huyện Mường Tè (bao gồm toàn bộ diện tích tự nhiên và nhân khẩu của thị trấn Nậm Nhùn và 5 xã: Hua Bum, Mường Mô, Nậm Chà, Nậm Hàng, Nậm Manh) để thành lập huyện Nậm Nhùn.

Như vậy, sau khi điều chỉnh địa giới hành chính, thì huyện Mường Tè còn lại 267.934,16 ha diện tích tự nhiên và 39.921 nhân khẩu với 14 đơn vị hành chính cấp xã, bao gồm thị trấn Mường Tè và 13 xã: Vàng San, Bum Nưa, Ka Lăng, Pa Vệ Sử, Mù Cả, Bum Tở, Nậm Khao, Tà Tổng, Can Hồ, Pa Ủ, Thu Lũm, Mường Tè, Tá Bạ như hiện nay.

## Giao thông
Đường bộ có Đường tỉnh 127 nối thị xã Mường Lay, tỉnh Điện Biên qua huyện Nậm Nhùn tới thị trấn Mường Tè. Đường được mở dọc theo bờ trái sông Đà, đến cầu Pô Lếch thì theo thung lũng của dòng Nậm Bum đến thị trấn Mường Tè.